# Rillito (rivière)
La rivière Rillito (en anglais Rillito River, de l'espagnol rillito prononcé : [ˈriʝito], la « petite rivière ») est une rivière éphémère du comté de Pima dans l'Arizona, état du sud-ouest des États-Unis . Elle coule d'est en ouest à travers la limite nord de la ville de Tucson de la confluence avec les Tanque Verde Creek et Pantano Wash jusqu'à la rivière Santa Cruz, 19,6 km plus loin. Le Rillito River Park longe les rives nord et sud de la rivière, de l'Interstate 10 à la North Craycroft Road.

## Histoire
Avant l'arrivée des colons européens, une grande partie de la vallée de Santa Cruz était remplie d'habitats ripariens, y compris de nombreuses zones le long des rives de la Rillito. À la fin du 19e siècle, la rivière était encore un cours d'eau pérenne, bordé d'arbres et d'une végétation dense comme des peupliers, des saules et des mesquites. Cependant, en raison du pompage accru des eaux souterraines pour les projets d'irrigation destinés à soutenir l'agriculture et le développement urbain, la rivière s'est finalement asséchée et une grande partie de l'habitat riverain disparu au milieu du 20e siècle. La perte de végétation a entraîné une érosion accrue des berges du fleuve lors d'inondations, ce qui a entraîné à son tour un élargissement et un redressement du chenal du fleuve.
Aujourd'hui, la Rillito est une rivière éphémère qui n'a de l'eau uniquement lors des crues ou lors de la fonte des neiges. À la fin du 20e siècle, comme mesure de contrôle des inondations, de nombreux segments des berges du canal ont été stabilisés à l'aide de ciment de sol pour réduire l'érosion et empêcher l'eau de déborder des berges et d'endommager les propriétés.